# Associação Atlética Colatina
A Associação Atlética Colatina, ou simplesmente AA Colatina, foi um clube brasileiro de futebol da cidade de Colatina, Espírito Santo.  
Fundado em 1978, o clube encerrou suas atividades em 1996. Durante sua existência, teve como maior glória a conquista do Campeonato Capixaba de 1990. 

## História
AA Colatina teve algumas participações nacionais, chegando até a disputar o Campeonato Brasileiro de 1979 sendo eliminado na primeira fase. Foi a primeira e única equipe do interior do estado a disputar a primeira divisão do Campeonato Brasileiro.
No Campeonato Capixaba de 1990, o Colatina jogava pelo empate contra o Guarapari em 3 de junho de 1990, no Estádio Davino Mattos em Guarapari. Logo no primeiro minuto de partida, o juiz marcou pênalti para os donos da casa, mas o goleiro Sandro, defendeu com os pés a cobrança de Wesclei. Aos 31 minutos Arildo Ratão fez Colatina 1 a 0 e aos 43 minutos do segundo tempo, o zagueiro do Colatina Cacau marcou contra, cedendo o empate ao Guarapari. Porém a equipe se segurou até o apito e tornou-se campeão capixaba pela primeira vez e conquistou a vaga na Copa do Brasil.
Em 1991, o AA Colatina participou da Copa do Brasil. Na oportunidade, o Colatina foi eliminado pelo Santa Cruz do jovem Rivaldo, depois campeão da Copa do Mundo de 2002 pela Seleção Brasileira, na primeira fase da competição nacional, com duas derrotas: 3 a 2 no Estádio Justiniano de Mello e Silva, gols de Ederlane e Vinicio para o Colatina, e 1 a 0 em Recife, Pernambuco.
Após disputar a Série C do Brasileiro de 1996, quando chegou a Segunda Fase, se afastou do futebol e nunca mais retornou.

## Títulos
| ESTADUAIS | ESTADUAIS           | ESTADUAIS | ESTADUAIS  |
|           | Competição          | Títulos   | Temporadas |
| --------- | ------------------- | --------- | ---------- |
|           | Campeonato Capixaba | 1         | 1990       |

### Campanhas de destaque
- Vice-campeão Capixaba: 2 (1981 e 1989)

## Competições nacionais
Copa do Brasil:
- 1991

 Campeonato Brasileiro:
- 1979 - 89° lugar (94 clubes participaram)

 Campeonato Brasileiro da Série B:
- 1982 - 35° lugar (48 clubes participaram)

- 1989 - 93° lugar (96 clubes participaram)

- 1991 - 30° lugar (64 clubes participaram)

 Campeonato Brasileiro da Série C:
- 1981 - 20° lugar (24 clubes participaram)

- 1990 - 11° lugar (30 clubes participaram)

- 1996 - 26° lugar (58 clubes participaram)

### Jogos pelo Campeonato Brasileiro de 1979
AA Colatina 0 x 0  Brasil de Pelotas
AA Colatina 0 x 1  São Paulo-RS
AA Colatina 1 x 1  Chapecoense (Adválter)
AA Colatina 0 x 1  Grêmio Maringá
AA Colatina 0 x 1  Operário-PR
AA Colatina 0 x 1  Caxias
AA Colatina 1 x 0  Criciúma (Luís Carlos)
AA Colatina 0 x 0  Desportiva Ferroviária
AA Colatina 0 x 3  Caldense
*entre parenteses os autor do gol da partida